# نشانگان آلستروم
نشانگان آلستروم (انگلیسی: Alström syndrome) که به نام «سندرم آلستروم-هالگرن» هم شناخته می‌شود؛ نام یک اختلال نادر ژنتیکی از نوع «اتوزومال مغلوب» است که در اثر جهش در ژنِ «ALMS1» ایجاد می‌شود.
سندرم آلستروم، یکی از نادرترین اختلالات ژنتیکی در جهان است که تنها ۵۰۱ بیمارِ مبتلا به آن در ۴۷ کشور جهان وجود دارد و از این میان، فقط ۲۶۶ مورد آن، در مقالات و کتب پزشکی گزارش شده است.
نخستین نمونهٔ این بیماری را روانپزشکِ سوئدی «کارل-هنری آلستروم» در سال ۱۹۵۹ میلادی گزارش و توصیف کرد. این سندرمِ نادر، گاهی با «نشانگان باردت-بیدل» اشتباه می‌شود که علائم مشابهی با هم دارند. در سندرم باردت-بیدل، علائم بیماری دیرتر ظاهر می‌شود.
برخی از علائم مهم این بیماری عبارتند از چاقی، افزایش انسولین خون و دیابت نوع ۲، افزایش تری‌گلیسرید خون، کاردیومیوپاتی گشاد شده به همراهِ نارسایی قلب، حساسیت به نور، نیستاگموس، ناشنوایی عصبی و اِستئاتوز کبد. بیشتر از نیمی از بیماران عقب‌افتادگی‌های رشدی دارند.
تخمین‌ها حاکی از آن است که احتمال ابتلا به این بیماری در جمعیت عادی، مابینِ ۱ از ۱۰٬۰۰۰ تا ۱ از ۱٬۰۰۰٬۰۰۰ است.
سندرم آلستروم درمان ندارد و تنها می‌توان برخی علائم بیماری را کنترل و از بروز عوارض بیشتر در آینده، جلوگیری کرد.